# Skoky do vody na mistrovství světa v plaveckých sportech 1978
Závody v skocích do vody na mistrovství světa v plaveckých sportech za rok 1978 proběhly v západním Belíně, Německo ve dnech 19. až 27. července 1978.

## Československá stopa
Československo reprezentoval Dana Chmelařová (*1960) z pražského klubu Slavia VŠ. V disciplíně skoku z 10 m věže obsadila 13. místo. Startovalo 15 závodnic. Šéftrenérkou reprezentace byla Marie Čermáková.

## Výsledky
| Muži              | Zlato                  | Zlato  | Stříbro                  | Stříbro | Bronz                      | Bronz  |
| ----------------- | ---------------------- | ------ | ------------------------ | ------- | -------------------------- | ------ |
| Skoky z 3 m prkna | Philip Boggs (USA)     | 913,95 | Falk Hoffmann (GDR)      | 873,33  | Franco Cagnotto (ITA)      | 845,51 |
| Skoky z 10 m věže | Gregory Louganis (USA) | 844,11 | Falk Hoffmann (GDR)      | 836,76  | Vladimir Alejnik (URS)     | 813,62 |
| Ženy              | Zlato                  | Zlato  | Stříbro                  | Stříbro | Bronz                      | Bronz  |
| Skoky z 3 m prkna | Irina Kalininová (URS) | 691,43 | Cynthia Potterová (USA)  | 643,22  | Jennifer Chandlerová (USA) | 637,41 |
| Skoky z 10 m věže | Irina Kalininová (URS) | 412,71 | Martina Jäschkeová (GDR) | 384,09  | Melissa Brileyová (USA)    | 364,74 |

## Medailová bilance
Ve skocích do vody se rozdělily celkem 4 sady medailí.
| Pořadí | Stát                   |       | Muži    | Muži  | Muži  |         | Ženy  | Ženy  | Ženy    |       | Muži + Ženy | Muži + Ženy | Muži + Ženy | Celkem |
| Pořadí | Stát                   | Zlato | Stříbro | Bronz | Zlato | Stříbro | Bronz | Zlato | Stříbro | Bronz |             |             |             | Celkem |
| ------ | ---------------------- | ----- | ------- | ----- | ----- | ------- | ----- | ----- | ------- | ----- | ----------- | ----------- | ----------- | ------ |
| 1.     | USA (USA)              |       | 2       | 0     | 0     |         | 0     | 1     | 2       |       | 2           | 1           | 2           | 5      |
| 2.     | Sovětský svaz (URS)    |       | 0       | 0     | 1     |         | 2     | 0     | 0       |       | 2           | 0           | 1           | 3      |
| 3.     | Východní Německo (GDR) |       | 0       | 2     | 0     |         | 0     | 1     | 0       |       | 0           | 3           | 0           | 3      |
| 4.     | Itálie (ITA)           |       | 0       | 0     | 1     |         | 0     | 0     | 0       |       | 0           | 0           | 1           | 1      |
| Celkem | Celkem                 |       | 2       | 2     | 2     |         | 2     | 2     | 2       |       | 4           | 4           | 4           | 12     |